# Йохан Адолф (Шлезвиг-Холщайн-Норбург)
Йохан Адолф фон Шлезвиг-Холщайн-Норбург (на немски: Johann Adolf von Schleswig-Holstein-Sonderburg-Norburg; Hans Adolf; на датски: Hans Adolf af Slesvig-Holsten-Sønderborg-Nordborg; * 15 септември 1576, † 21 февруари 1624) е от 1622 до 1624 г. херцог на Шлезвиг-Холщайн-Зондербург-Норбург на остров Алсен.

## Живот
Син е на херцог Йохан фон Шлезвиг-Холщайн-Зондербург (1545 – 1622) и първата му съпруга Елизабет фон Брауншвайг-Грубенхаген (1550 – 1586), дъщеря на Ернст III фон Брауншвайг-Люнебург, княз на Грубенхаген-Херцберг.
Йоахан Адолф наследява от баща си през 1622 г. територията около Норбург на остров Алсен и става така първият херцог на Шлезвиг-Холщайн-Зондербург-Норбург. От 1596 до 1597 г. е в Рим, за да следва там, както баща му.
Той не е женен, понеже годеницата му Мария Хедвиг (* 1579, † 1606), дъщеря на Ернст Лудвиг от Померания-Волгаст, умира през 1606 г. преди сключването на брака.
След ранната му смърт на 47 години през 1624 г. брат му Фридрих наследява титлата и херцогството Шлезвиг-Холщайн-Зондербург-Норбург.